# Odontosoria
Odontosoria es un género con 33 especies de helechos, originarias de América. Fue descrito por Antoine Laurent Apollinaire Fée y publicado en Mémoires sur les Familles des Fougères  326, en el año 1850. La especie tipo es Odontosoria uncinella (Kunze) Fée.

## Algunas especies
- Odontosoria aculeata (L.) J. Sm.
- Odontosoria africana Ballard
- Odontosoria bifida (Kaulf.) J.Sm.
- Odontosoria biflora (Kaulf.) C.Chr.